# 912
912 (CMXII) fue un año bisiesto comenzado en miércoles del calendario juliano, en vigor en aquella fecha.

## Acontecimientos
- Rusia: Se crea el Gran Ducado de Kiev.
- Bautizo de Gerloc (Adela de Normandía), noble normanda.
- 16 de octubre: Abderramán III es proclamado emir en Al-Ándalus. En 929 toma el título de califa.

## Nacimientos
- 23 de noviembre - Otón I de Alemania, el Grande (f.973), rey de Francia Oriental y emperador del Sacro Imperio Romano Germánico.
- Hyejong de Goryeo (f.945), rey de Goryeo.
- Minamoto no Mitsunaka (f.997), samurái.
- Nicéforo II Focas (f.969), emperador bizantino.
- Sigurd Haraldsson Rise (f.937), príncipe de Noruega, rey de Hadafylki.
- Þorkell Bjarnason, goði de Svignaskarði vikingo.
- Val-Toke Gormsson, jarl de Escania vikingo.

## Fallecimientos
- 11 de mayo - León VI el Sabio (n.866), emperador bizantino.
- 15 de octubre - Abû Muhammad 'Abd Allah ibn Muhammad (Abdalá I, n.844), emir omeya de Córdoba.
- Ana de Constantinopla (n.885), hija del emperador bizantino León VI el Sabio.
- Hermenegildo Gutiérrez (n.850), mayordomo real de Alfonso III de Asturias y conde de Coímbra.
- Abul Qasim Ubaid'Allah ibn Khordadbeh (n.820), geógrafo y burócrata persa.
- Jimena de Asturias, reina consorte de Asturias por su matrimonio con Alfonso III de Asturias.
- Muqaddam ibn Muafá al-Qabrí (Ben Mocadem de Cabra, n.847), poeta español invidente.
- Notkerus Balbulus (n.840), monje de la Abadía de San Galo, poeta y compositor de música.
- Oleg de Nóvgorod, príncipe varego, fundador del estado de la Rus de Kiev.
- Otón I el Ilustre (n.851), duque de Sajonia.
- Pietro Tribuno
- Rodolfo I de Borgoña
- Smbat I de Armenia
- Yasovarman I